# Rated A for Awesome
Rated A for Awesome (A de Asombroso en Hispanoamérica y A de Alucinante en España)
es una serie canadiense creada por Asaph Fipke, fue estrenada en septiembre de 2011 en YTV y 
finalizó en febrero del 2012.

## Personajes
- Lester "Les" Awesome (voz de Samuel Vincent) es el líder, y el más corto del equipo. Él es el único de su familia que no tiene un trofeo hasta que fue recompensado por salvar la vida de alguien. Su eslogan es: "Es hora de awesomize!" en la introducción. También es muy perezoso. Les es hermano de Thera paso y odia el último día de las vacaciones de verano y el campo. Les tiene el pelo azul, ojos azules, tiene un bronceado y lleva un stripey camiseta azul y pantalones vaqueros. Él no es también muy bueno para cantar y bailar.
- Noam (voz de Brian Drummond) es un adolescente de alto. Él es un inventor que puede funcionar nada. También toca la guitarra y la batería mucho y es muy bueno en eso. Se pone sobre todo el miedo escénico y odia ser observado. Como Les y Thera, Noam usa sólo un tipo de color. Tiene el pelo verde, con ojos azules, gafas verdes, una camisa verde (con mangas) con un símbolo ordenador botón de encendido en él, él también usa zapatos verdes y pantalones vaqueros. Él está enamorado de Thera, pero lo mantiene en secreto para el resto del equipo. En "Fecha de Thera con el destino" se demuestra que así será su futura fecha de graduación. Cuando se muestra signo de simpatía Thera él sólo grita y sale corriendo.
- Lars (voz de Colin Murdock) es el miembro más gordo y más loco. Él tiene un nórdico acento. Él es un gran cantante desde que estaba en el Club Glee. Sin embargo, su maestro le disparó en la "Canción de Lester of Doom". Lars lleva una sudadera roja con capucha, jeans azules y rojas entrenadores, además de que tiene el pelo rubio y los ojos azules.
- Thera Kerplopolis Awesome (voz de Chiara Zanni) es guapa y atlética. Ella está listo para la acción y nunca se rinde. A veces tiene un poco de mal genio cuando se trata de rivales. A ella le gusta tomar tareas riesgosas. Ella también es hermanastra Les 'y solía tener un flechazo con Ned Falcon pero ahora parece estar cayendo por Noam. Thera tiene el pelo azul (como su hermano) con una franja de color rosa-púrpura, lleva una de color rosa-púrpura camiseta con vaqueros púrpuras con zapatillas blancas, y sus ojos son o púrpura o rosa.
- Mr. Twitchy(voz de Tabitha St. Germain) es un mono increíble inteligente que siempre llevaba una peluca rubia. Su captura es "ja cha cha!"

## Episodios
La serie solo consistió de una temporada y 26 episodios.
1. "X-Treme Teaching / Les' Song of Doom"
2. "Just Add Water / Melting the Ice"
3. "When Hall Freezes Over / Awesome Ride"
4. "Club Detention / Lawn Rangers"
5. "Sleep Smart / Leader of the Pack"
6. "Go Away Day / Incredi-Posse"
7. "Yearbooked / Lost in Character"
8. "Cue Applause / Sell Out Show"
9. "Scary-Go-Round / Awesomely Different Drum Major"
10. "Little Shopping of Horrors / King of Links"
11. "Dental Denial / The Voice of Lard"
12. "Bend It Like Burt / Lazy Monkey Morning"
13. "Thera's Awesome Date With Destiny / Erik the Biking"
14. "Clothes Picker-Upper of Doom / Nightmare on Glicker Street"
15. "Bad News Noam / You've Got Blackmail!"
16. "Me Ugh, You Awesome / Dancing More or Les"
17. "Best Frenemies Forever / Garbage In, Garbage Out"
18. "When Twitchy Met Tonga / Silent Night, Awesome Night"
19. "Go Fish / Brat Busters"
20. "Don't Judge a Mutant By It's Slobber / Armed and Dangerous"
21. "Used Tissue of Doom / When Mascots Attack"
22. "Always Be Awesome / Go for the Gust-o"
23. "Too Many Monkeys / The Truth About Twitchy"
24. "Thera's Brother the Car / Mall of the Living Doll"
25. "Against All Awesome / Planet of the Gills"
26. "ET Phone Noam / Noam No More"

- Datos: Q2915898